# Mlakarica
Mlakarica (znanstveno ime Anas platyrhynchos; tudi divja raca) je pogosta in široko razprostranjena predstavnica rac, ki gnezdi v zmernih in subtropskih predelih Azije, Evrope, Severne Amerike, Avstralije in Nove Zelandije. Živi v najrazličnejših vodnih habitatih, od močvirij in vodnih tokov do ribnikov v središču mest in morij. Voda je njihovo življenjsko okolje, ki jim predstavlja varnost in jim prinaša hrano, čeprav včasih zaidejo tudi na polje. 
Je verjetno najbolj znana med vsemi racami na svetu in je prednik vseh udomačenih rac, ki jih goji človek. Tudi v Sloveniji je vse leto najštevilnejša med vsemi racami, pozimi pa se ji pridružijo še mlakarice iz visokega severa. Tudi drugod po svetu se osebki, ki gnezdijo v krajih z mrzlimi zimami, selijo v toplejše kraje. Pravimo, da je mlakarica delna selivka.

## Opis
Samci v svatovskem perju izstopajo od skromnejših samic. Imajo temno zeleno glavo z belim vratnim obročkom in rjave prsi. Hrbet in peruti so svetlo sivi, spodnja stran pa je še svetleje siva. Črni zadek zaključujeta dva navzgor zakrivljena notranja repna peresa »krivčka«. V letu je glava videti črna, temno modro zrcalo je na sprednji in zadnji strani občrtano z belo progo. Samica je podobna drugim samicam rac, ki se hranijo na gladini, od njih pa se loči po temni kapi, temni očesni progi in oranžnorumenem kljunu. So rjavo obarvane, z značilnim grahastim vzorcem, ki je varovalnega pomena zlasti tedaj, ko vali jajca. Ko mine pomlad, se tudi samci obarvajo podobno kot samice, od katerih jih potem najlažje ločimo po tem, da imajo rumeno obarvan kljun, medtem ko imajo samice oranžnorjavega.

## Prehrana
Prehrana mlakarice je v glavnem rastlinska, hrani pa se tudi z vodnimi živalmi, kot so paglavci žab, z žabami ter vodnimi žuželkami v vseh razvojnih fazah.

## Gibanje
Mlakarice ne plavajo pod vodo, pogosto pa se jih vidi, kako se s potopljenim prednjim delom telesa pasejo v plitvi vodi, kjer s kljunom dosežejo dno. Tako kot obvladajo vodno gladino po kateri plavajo, tudi dobro letijo, pogosto celo ponoči.

## Galerija
- Samec v letu, Reifel Migratory Bird Sanctuary, Ladner, Britanska Kolumbija.
- Samec pri iskanju hrane, ZOO Jardin des Plantes, Pariz
- Samec
- Samica
- Jata v letu
- Samica z rački
- Gnezdo
- Samica Mlakarice
- Museum specimen